# (3916) Maeva
(3916) Maeva es un asteroide que forma parte del cinturón exterior de asteroides y fue descubierto por Henri Debehogne desde el Observatorio de La Silla, Chile, el 24 de agosto de 1981.

## Designación y nombre
Maeva fue designado inicialmente como 1981 QA3.
Más adelante, en 1992, se nombró en honor de Maeva d'Alloy d'Hocquincourt Vitry, sobrina del astrónomo francés Patrice Bouchet Vitry, fallecida a los siete años.

## Características orbitales
Maeva orbita a una distancia media del Sol de 3,241 ua, pudiendo acercarse hasta 2,817 ua y alejarse hasta 3,665 ua. Tiene una inclinación orbital de 1,948 grados y una excentricidad de 0,1309. Emplea en completar una órbita alrededor del Sol 2131 días.

## Características físicas
La magnitud absoluta de Maeva es 12,1. Tiene 21,94 km de diámetro y se estima su albedo en 0,0484.